# Геоекологија
Геоекологија је наука у којој су обједињене географија и екологија. Назив потиче од грчких речи: ge - Земља, oikos - кућа, дом и logos - наука. Бави се проучавањем утицаја природних и друштвених елемената (фактора) географске средине на живот организама, посебно човека (где се може издвојити посебна грана хумана геоекологија).
Геоекологија изучава просторну изменљивост средине која има изузетан еколошки значај, затим промену географске средине изазване људском делатношћу, а, између осталог, прогнозира и те промене у будућности.
Важан предмет интересовања геоекологије је проблем загађивања средине, заштита од истог, како и санација деградираног подручја. Осим тога важно је и изучавање природних несрећа и могућности њиховог спречавања и ублажавања. 